# ザットル・ビー・ザ・デイ
- ザットル・ビー・ザ・デイ
- ザトル・ビー・ザ・デイ

「ザットル・ビー・ザ・デイ」（That'll Be the Day）は、ジェリー・アリソンとバディ・ホリーによって書かれた楽曲。1956年にバディ・ホリー&ザ・スリー・チューンズによって初めて録音され、1957年にホリーの新しいバンドであるザ・クリケッツによって録音された。作曲者のクレジットには、プロデューサーであるノーマン・ペティの名も含まれているが、実際には作曲に携わっていない。
複数のアーティストによってカバーされており、中でもリヴァプールのスキッフル・バンドであるクオリーメン（後のビートルズ）にとっては初めて録音した楽曲の1つとなった。
ザ・クリケッツによるシングル盤は、1969年にアメリカレコード協会からゴールド認定を受け、1998年にグラミーの殿堂入りを果たした。2005年にアメリカ議会図書館によって「文化的、歴史的、もしくは芸術的に重要」と見なされ、全米録音資料登録簿に登録された。

## 背景・リリース
「ザットル・ビー・ザ・デイ」は、1956年に公開された映画『捜索者』でのジョン・ウェインのセリフ「that'll be the day」に触発されて書かれた楽曲。映画を見たホリーは、ソニー・カーティスやジェリー・アリソンとともにバンドを結成し、作曲を行なった。
1956年7月22日にデッカ・レコードのオウエン・ブラッドリーのプロデュースのもと、ブラッドリーズ・バーンで「ザットル・ビー・ザ・デイ」のレコーディングを行なった。レコーディングでは、カーティスがリードギター、ドン・ゲスがベース、アリソンがドラムを演奏した。しかし、レーベルの幹部は、録音された演奏に感銘を受けなかったことや、ホリーをカントリー&ウエスタン路線で売り込むことを決めたことを理由に、本作の発売を許可しなかった。ザ・クリケッツによるシングル盤のヒットを経て、1957年9月2日にデッカ・レコードからシングル盤が発売され、B面には「ロックだ!! オリー・ヴィー」（Rock Around with Ollie Vee）が収録された。

## ザ・クリケッツによる演奏
前述のレコーディング・セッションの関係で生じる法的な問題を避けるため、ホリーは結成したバンドに新たな名前を付ける必要があった。ザ・クリケッツは、1957年2月25日に「ザットル・ビー・ザ・デイ」のレコーディングを行なった。レコーディングは、ニューメキシコ州にあるノーマン・ペティ・レコーディング・スタジオで行なわれ、プロデュースはペティが手がけた。レコーディングに際して、キーが原曲のDからAに変更されている。
ザ・クリケッツによるシングル盤は、1957年5月27日にブランスウィック・レコードから発売され、B面には「アイム・ルッキン・フォー・サムワン・トゥ・ラヴ」（I'm Looking for Someone to Love）が収録された。「ザットル・ビー・ザ・デイ」は、1957年11月27日に発売されたアルバム『ザ・チャーピング・クリケッツ』にも収録されている。

### 受容（ザ・クリケッツ版）
ザ・クリケッツによる「ザットル・ビー・ザ・デイ」は、『ビルボード』誌のR&Bチャートで最高位2位を獲得。全英シングルチャートでは3週連続で第1位を獲得した。1969年にアメリカレコード協会からゴールド認定を受けた。
1998年にグラミーの殿堂入りを果たした。ローリング・ストーンの選ぶオールタイム・グレイテスト・ソング500（2004年版）の第39位にランクインした。2005年にアメリカ議会図書館によって「文化的、歴史的、もしくは芸術的に重要」と見なされ、国家保存録音登録制度に登録された。

### チャートと認定（ザ・クリケッツ版）

#### チャート成績（ザ・クリケッツ版）
| チャート (1957年)                     | 最高位 |
| ------------------------------------- | ------ |
| UK シングルス (OCC)                   | 1      |
| US Rhythm & Blues Records (Billboard) | 2      |

| チャート (2012年) | 最高位 |
| ----------------- | ------ |
| フランス (SNEP)   | 130    |

#### 認定（ザ・クリケッツ版）
| 国/地域                                             | 認定 | 認定/売上数 |
| --------------------------------------------------- | ---- | ----------- |
| アメリカ合衆国 (RIAA)                               | Gold | 1,000,000^  |
| * 認定のみに基づく売上数 ^ 認定のみに基づく出荷枚数 |      |             |

## クオリーメンによるカバー
1958年、クオリーメン（後のビートルズ）はリヴァプールにあるフィリップス・サウンド・レコーディング・サービスで「ザットル・ビー・ザ・デイ」と「イン・スパイト・オブ・オール・ザ・デインジャー」のレコーディングを行なった。本作は、クオリーメンが初めて録音した楽曲の1つで、リード・ボーカルはジョン・レノンが務めた。フィリップス・サウンド・レコ－ディン・サービスでのレコーディングについて、マッカートニーは「ジョンは僕らのレパートリーの1つ『ザットル・ビー・ザ・デイ』を演奏し、ジョージはオープニングのギターを弾いて、僕はジョンとハーモニーを歌った」と回想している。同日に録音された2曲は、パーシー・フィリップスの支援を受けて、78回転シングルにカットされた。
クオリーメンによる「ザットル・ビー・ザ・デイ」は、「イン・スパイト・オブ・オール・ザ・デインジャー」とともに、長らく一般には未発表のままとなっていたが、1995年に発売された『ザ・ビートルズ・アンソロジー1』で初収録となった。

### クレジット
※出典
- ジョン・レノン - ボーカル、ギター
- ポール・マッカートニー - ギター、バッキング・ボーカル
- ジョージ・ハリスン - ギター、バッキング・ボーカル
- ジョン・ダフ・ロウ（英語版） - ピアノ
- コリン・ハントン（英語版） - ドラム

## リンダ・ロンシュタットによるカバー
リンダ・ロンシュタットは、1976年8月に発売したアルバム『風にさらわれた恋』で、「ザットル・ビー・ザ・デイ」をカバー。プロデュースはピーター・アッシャーが手がけた。シングル・カットもされており、B面には「もう一度だけ」（Try Me Again）が収録された。
ロンシュタットによるカバー・バージョンは、カナダの『RPM』誌のチャートで最高位2位、アメリカの『ビルボード』誌のHot 100チャートで最高位11位を獲得した。ロンシュタットによるカバー・バージョンは、同年に発売されたコンピレーション・アルバム『グレイテスト・ヒッツ』や、2011年に発売されたホリーのトリビュート・アルバム『リッスン・トゥ・ミー:バディ・ホリー』にも収録されている。

### チャート成績（リンダ・ロンシュタット版）

#### 週間チャート（リンダ・ロンシュタット版）
| チャート (1976年)                 | 最高位 |
| --------------------------------- | ------ |
| Canada Adult Contemporary (RPM)   | 14     |
| Canada Country Tracks (RPM)       | 17     |
| Canada Top Singles (RPM)          | 2      |
| US Adult Contemporary (Billboard) | 16     |
| US Billboard Hot 100              | 11     |
| US Hot Country Songs (Billboard)  | 27     |

#### 年間チャート（ザ・クリケッツ版）
| チャート (1976年)               | 最高位 |
| ------------------------------- | ------ |
| Canada Top Singles (RPM)        | 35     |
| US (Joel Whitburn's Pop Annual) | 93     |

| チャート (1976年)        | 最高位 |
| ------------------------ | ------ |
| Canada Top Singles (RPM) | 187    |